# NGC 1145
NGC 1145 este o galaxie spirală situată în constelația Eridanul. A fost descoperită în 11 decembrie 1835 de către John Herschel. Se află la o distanță de 27,8 de megaparseci de Pământ.